# 勝ち越し
勝ち越し（かちこし）とは、主にスポーツで勝ちの数が負けの数よりも多くなることである。
プロ野球では「貯金●つ」と呼ばれることが多い。

## 大相撲
本場所において総取組数（現行制度では関取は15番、力士養成員は7番）の過半数（関取は8番、力士養成員は4番）で白星を挙げた状態が勝ち越しと定義される。
勝ち数から負け数（休場は負けに換算される）を引いた数を勝ち越し点といい、例えば9勝6敗や5勝2敗は「勝ち越し3点」と呼ばれる。
番付の扱い
勝ち越した力士は、原則として勝ち越し点数に応じて地位が上昇する。
具体的には、大関・関脇から横綱・大関への昇進は、それぞれ2、3場所続けて優秀な成績を挙げなければならないため、その成績に達しない場合は勝ち越しをしても昇進はしない。関脇・小結・前頭・十両は、目安として勝ち越し点1点で番付が1枚上昇する。ただし、他の力士との兼ね合いで、昇進する枚数は前後する（以下の番付も同様）。
幕下以下の場合、勝ち越し点数と番付の上昇枚数の比率は上がる。幕下上位は勝ち越し点の2倍が目安となる。以下三段目、序二段と番付が下がるにつれ、比率は上がる。また、序二段下位および序ノ口の力士は番付外からの新弟子の昇進の人数にも左右されて、特に3月場所で入門した新弟子が大量に番付に掲載される5月場所では、全体的に下から押し上げられ、序ノ口で負け越した力士でも多くが序二段に昇格となる傾向がある。
力士報奨金の扱い
力士褒賞金は、勝ち越し1点あたり50銭（十両以上の力士の場所ごとの受給額は2000円）昇給する。このため勝ち越すことを「給金直し」、勝ち越しのかかった一番を「給金相撲」と呼ばれる。

### 記録
通算連続勝ち越し記録
| 順位 | 四股名           | 場所数 | 通算連続勝ち越し期間                                          | 最高位 |
| ---- | ---------------- | ------ | ------------------------------------------------------------- | ------ |
| 1位  | 武蔵丸光洋       | 55場所 | 1990年（平成2年）11月場所 - 1999年（平成11年）11月場所        | 横綱   |
| 2位  | 白鵬翔           | 51場所 | 2007年（平成19年）1月場所 - 2015年（平成27年）7月場所         | 横綱   |
| 3位  | 北の湖敏満       | 50場所 | 1973年（昭和48年）7月場所 - 1981年（昭和56年）9月場所         | 横綱   |
| 4位  | 若乃花幹士 (2代) | 28場所 | 1976年（昭和51年）7月場所 - 1981年（昭和56年）1月場所         | 横綱   |
| 4位  | 旭富士正也       | 28場所 | 1987年（昭和62年）1月場所 - 1991年（平成3年）7月場所          | 横綱   |
| 6位  | 玉の海正洋       | 27場所 | 1967年（昭和42年）5月場所 - 1971年（昭和46年）9月場所(現役没) | 横綱   |
| 7位  | 玉錦三右エ門     | 26場所 | 1927年（昭和2年）1月場所 - 1933年（昭和8年）5月場所           | 横綱   |
| 7位  | 北の富士勝昭     | 26場所 | 1967年（昭和42年）9月場所 - 1971年（昭和46年）11月場所        | 横綱   |
| 7位  | 朝潮太郎 (4代)   | 26場所 | 1984年（昭和59年）1月場所 - 1988年（昭和63年）3月場所         | 大関   |
| 10位 | 大鵬幸喜         | 25場所 | 1960年（昭和35年）5月場所 - 1964年（昭和39年）5月場所         | 横綱   |
| 10位 | 琴風豪規         | 25場所 | 1981年（昭和56年）1月場所 - 1985年（昭和60年）1月場所         | 大関   |

- 武蔵丸は幕下（4場所）と十両（2場所）時代の6場所も含む。幕内時代の連続勝越は1991年11月場所 - 1999年11月場所。
- 幕内在位中に限れば、1位は白鵬の51場所、2位に北の湖の50場所、3位に武蔵丸の49場所となる。
- 白鵬は、本場所が中止された2011年（平成23年）3月場所は数えず、技量審査場所の2011年5月場所を含める。
- 玉の海は連続勝ち越し記録継続中の1971年9月場所後、現役中に死去。
- 玉錦は年6場所制定着以前の記録。
- 尚参考記録として、若乃花(初代)が連続勝ち越し数では1955年（昭和30年）3月 - 1959年（昭和34年）11月の24場所（12位タイ）だが、その前1955年（昭和30年）1月場所で「7勝7敗1引分」の五分の成績が有る。「負け越し無し」の見方をすれば、1952年（昭和27年）9月 - 1959年11月の34場所（北の湖に次ぐ4位相当の記録）となる。

幕内勝ち越し記録
| 順位 | 四股名                | 場所数 | 最高位 |
| ---- | --------------------- | ------ | ------ |
| 1位  | 白鵬翔                | 84場所 | 横綱   |
| 2位  | 魁皇博之              | 82場所 | 大関   |
| 3位  | 日馬富士公平          | 65場所 | 横綱   |
| 4位  | 北の湖敏満            | 64場所 | 横綱   |
| 5位  | 千代の富士貢          | 63場所 | 横綱   |
| 5位  | 武蔵丸光洋            | 63場所 | 横綱   |
| 7位  | 稀勢の里寛            | 59場所 | 横綱   |
| 8位  | 大鵬幸喜              | 56場所 | 横綱   |
| 9位  | 小錦八十吉 (1963年生) | 55場所 | 大関   |
| 9位  | 琴奨菊和弘            | 55場所 | 大関   |

幕内連続勝ち越し記録
| 順位 | 四股名           | 場所数 | 幕内連続勝ち越し期間                                   | 最高位 |
| ---- | ---------------- | ------ | ------------------------------------------------------ | ------ |
| 1位  | 白鵬翔           | 51場所 | 2007年（平成19年）1月場所 - 2015年（平成27年）7月場所  | 横綱   |
| 2位  | 北の湖敏満       | 50場所 | 1973年（昭和48年）7月場所 - 1981年（昭和56年）9月場所  | 横綱   |
| 3位  | 武蔵丸光洋       | 49場所 | 1991年（平成3年）11月場所 - 1999年（平成11年）11月場所 | 横綱   |
| 4位  | 若乃花幹士 (2代) | 28場所 | 1976年（昭和51年）7月場所 - 1981年（昭和56年）1月場所  | 横綱   |
| 4位  | 旭富士正也       | 28場所 | 1987年（昭和62年）1月場所 - 1991年（平成3年）7月場所   | 横綱   |
| 6位  | 玉の海正洋       | 27場所 | 1967年（昭和42年）5月場所 - 1971年（昭和46年）9月場所  | 横綱   |
| 7位  | 玉錦三右エ門     | 26場所 | 1927年（昭和2年）1月場所 - 1933年（昭和8年）5月場所    | 横綱   |
| 7位  | 北の富士勝昭     | 26場所 | 1967年（昭和42年）9月場所 - 1971年（昭和46年）11月場所 | 横綱   |
| 7位  | 朝潮太郎 (4代)   | 26場所 | 1984年（昭和59年）1月場所 - 1988年（昭和63年）3月場所  | 大関   |
| 10位 | 大鵬幸喜         | 25場所 | 1960年（昭和35年）5月場所 - 1964年（昭和39年）5月場所  | 横綱   |
| 10位 | 琴風豪規         | 25場所 | 1981年（昭和56年）1月場所 - 1985年（昭和60年）1月場所  | 大関   |

序ノ口デビューからの通算連続勝ち越し記録
| 順位 | 四股名       | 場所数 | 通算連続勝ち越し期間                                  | 最高位      |
| ---- | ------------ | ------ | ----------------------------------------------------- | ----------- |
| 1位  | 曙太郎       | 18場所 | 1988年（昭和63年）5月場所 - 1991年（平成3年）3月場所  | 横綱        |
| 2位  | 貴ノ花利彰   | 17場所 | 1965年（昭和40年）5月場所 - 1968年（昭和43年）3月場所 | 大関        |
| 4位  | 琴欧洲勝紀   | 13場所 | 2003年（平成15年）1月場所 - 2005年（平成17年）1月場所 | 大関        |
| 4位  | 栃煌山雄一郎 | 13場所 | 2005年（平成17年）3月場所 - 2007年（平成19年）3月場所 | 関脇        |
| 4位  | 友風勇太     | 13場所 | 2017年（平成29年）7月場所 - 2019年（令和元年）7月場所 | 西前頭3枚目 |
| 7位  | 豊真将紀行   | 12場所 | 2004年（平成16年）5月場所 - 2006年（平成18年）3月場所 | 小結        |
| 7位  | 拓錦広之     | 12場所 | 2006年（平成18年）3月場所 - 2008年（平成20年）1月場所 | 西幕下6枚目 |
| 7位  | 栃ノ心剛史   | 12場所 | 2006年（平成18年）5月場所 - 2008年（平成20年）3月場所 | 大関        |
| 7位  | 阿武咲奎也   | 12場所 | 2013年（平成25年）3月場所 - 2015年（平成27年）1月場所 | 小結        |
| 7位  | 正代直也     | 12場所 | 2014年（平成26年）5月場所 - 2016年（平成28年）3月場所 | 大関        |

- 幕下以下1場所7番制以降の記録。
- 2023年5月場所中日終了現在。
- 太字の力士は、2023年5月場所中日終了現在、現役力士である。

幕内中日勝ち越し記録
幕内中日勝ち越し記録とは、初日から無敗のまま、中日（8日目）に勝ち越しを決める記録のことである。ストレート給金とも言われている。
| 順位 | 四股名       | 中日勝ち越し場所 |
| ---- | ------------ | ---------------- |
| 1位  | 白鵬翔       | 51場所           |
| 2位  | 千代の富士貢 | 25場所           |
| 3位  | 朝青龍明徳   | 23場所           |
| 4位  | 大鵬幸喜     | 22場所           |
| 5位  | 北の湖敏満   | 20場所           |

幕内連続中日勝ち越し記録
| 順位 | 四股名       | 中日勝ち越し連続場所 | 期間                           |
| ---- | ------------ | -------------------- | ------------------------------ |
| 1位  | 白鵬翔       | 10場所               | 2013年3月場所 − 2014年9月場所  |
| 2位  | 白鵬翔       | 7場所                | 2011年1月場所 − 2012年3月場所  |
| 3位  | 玉の海正洋   | 6場所                | 1970年9月場所 − 1971年7月場所  |
| 4位  | 大鵬幸喜     | 4場所                | 1966年7月場所 − 1967年1月場所  |
| 4位  | 北の湖敏満   | 4場所                | 1980年1月場所 − 1980年7月場所  |
| 4位  | 朝青龍明徳   | 4場所                | 2002年7月場所 − 2003年1月場所  |
| 4位  | 朝青龍明徳   | 4場所                | 2004年11月場所 − 2005年5月場所 |
| 4位  | 白鵬翔       | 4場所                | 2009年1月場所 − 2009年7月場所  |
| 4位  | 白鵬翔       | 4場所                | 2010年3月場所 − 2010年9月場所  |
| 4位  | 照ノ富士春雄 | 4場所                | 2021年5月場所 − 2021年11月場所 |

- 2025年1月場所終了現在。
- 太字の力士は、2025年1月場所終了現在、現役力士である。

## 野球
野球でも「勝ち越し」の用語を使用することがある。ただし、大相撲のように全体の白星（勝）が黒星（敗）を上回ることが確定したものとは違い、現時点での勝数が敗数を上回っているという程度の意味で使われる（すなわち、その後の試合に全て負ければ総合成績で敗数が勝数を上回ることが在り得る）。そのため、上述のように「貯金●つ」という言い方をすることも多い。
また、個別の試合の最中に、獲得点数が同点または相手チームが上回っている状態から、自チームの獲得点数が上回っている状態になった状況を「勝ち越し」ということがある。この場合も、最終的な「勝ち越し」（勝利）が確定していない点では同様である。